# شونبرگ (مکلنبورگ)
شهر شونبرگ (به آلمانی: Schönberg) در ایالت مکلنبورگ-فورپومن در کشور آلمان واقع شده‌است.